# Sebastián Manuel Corona Nacarino
Sebastián Manuel Corona Nacarino (Lora del Río, Província de Sevilla, 8 de juliol de 1976) és un exfutbolista andalús. Va jugar de defensa en diversos equips de la Segona divisió.

## Biografia
Jugador format al planter del Sevilla FC, on va militar en l'equip filial i va pujar a la primera plantilla, jugant en primera i segona divisió. D'allí va fitxar per l'Albacete Balompié, CD Tenerife, Real Múrcia, on la seva última temporada va jugar cedit a l'Àguilas CF. En tots aquests anys, Corona va jugar sobretot a Segona, sent titular en els diversos clubs en què va militar.
El 8 d'agost de 2007 va signar un contracte amb la SD Huesca amb el qual es vincularia amb l'equip de l'Alt Aragó fins al 2010. Posteriorment va fitxar pel Club Deportivo Leganés on va retirar-se el 2013.